# Green book
Green book (títol original en anglès: Green Book) és una pel·lícula estatunidenca en forma de road movie de 2018, dirigida per Peter Farrelly; es tracta de la primera pel·lícula del director sense el seu germà Bobby. És un biopic sobre el pianista Don Shirley i Tony Lip, que tracta el tema del racisme al llarg del seu viatge pel sud dels Estats Units. Es va presentar al Festival Internacional de Cinema de Toronto, on va obtenir el premi del públic. La pel·lícula va ser doblada al català.

## Argument

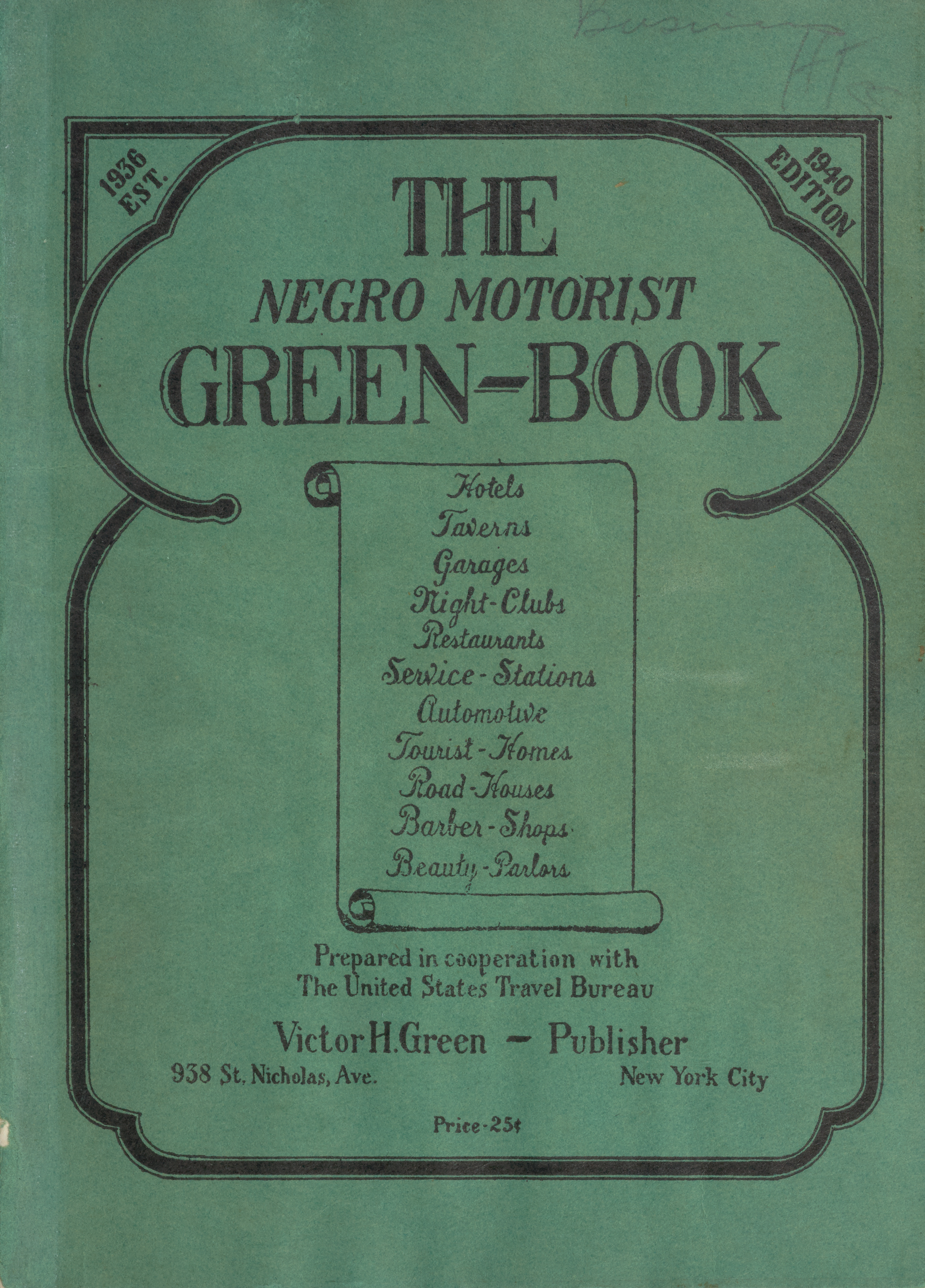
The Negro Motorist Green-Book llista d'empreses que donaven servei als viatgers negres al sud dels Estats Units.

L'any 1962, Tony Lip, agent de seguretat italo-estatunidenc, és contractat per conduir i protegir Don Shirley, famós pianista de jazz afroamericà en la seva gira pel conservador sud dels Estats Units, allà on s'aplicaven les segregacionistes lleis Jim Crow. És per això que han d'utilitzar The Negro Motorist Green Book, la guia que indica els llocs on accepten gent de color.

## Repartiment
- Viggo Mortensen: Tony Lip
- Mahershala Ali: Don Shirley
- Linda Cardellini: Dolores Lip
- Dimeter Marinov: Oleg
- Mike Hatton: George
- Iqbal Theba: Amit
- Sebastian Maniscalco: Johnny Venere
- P.J. Byrne: el productor executiu
- Montrel Miller: el cambrer
- Tom Virtue: Morgan Anderson
- Randal Gonzalez: Gorman

## Producció
El rodatge va tenir lloc a diverses localitats de l'estat de Louisiana, principalment a Nova Orleans, però també a Burnside, Mandeville, Hammond, Metairie, Amite i la Universitat Tulane, i també el Carnegie Hall de Nova York.

## Premis
- Festival internacional de cinema de Toronto 2018: premi del públic
- Globus d'Or 2019:
  - Globus d'Or a la millor pel·lícula musical o còmica
  - Globus d'Or al millor actor secundari per a Mahershala Ali
  - Globus d'Or al millor guió per a Peter Farrelly, Brian Hayes Currie i Nick Vallelonga
- Oscars 2019:
  - Oscar a la millor pel·lícula

## Crítica
- "Mortensen i Ali roben riures i cors. (...) És una encantadora barreja de bons sentiments, un inspiradíssim sentit de l'humor i unes gotes de conflictes racials (...) Farrelly sorprèn amb el seu equilibrat joc de gèneres i el seu ritme endiablat"[4]
- "És com 'Driving Miss Daisy' però a l'inrevés (...) Rares vegades tenim ocasió de veure a Mortensen en papers còmics, però aquest personatge sembla fet a la seva mesura (...) Ali està meravellós"[5]
- "Gràcies als somnis de Mortensen i d'Ali, els espectadors sortiran [del cinema] aplaudint. I ho faran amb raó (…) Puntuació: ★★★★ (sobre 5)"[6]